# Asif Ali (Cricketspieler, 1991)
Asif Ali (Urdu آصف علی; * 1. Oktober 1991 in Faisalabad, Pakistan) ist ein pakistanischer Cricketspieler, der seit 2018 für die pakistanische Nationalmannschaft spielt.

## Kindheit und Ausbildung
Bevor er seine Cricket-Karriere begann, arbeitete er als Schmied.

## Aktive Karriere
Erstmals fiel Ali auf, als er bei seinem Twenty20-Debüt beim Faysal Bank Super Eight T-20 Cup 2011 für die Faisalabad Wolves ein Fifty erzielte. Mit ihnen konnte er in diesem Wettbewerb in der Saison 2012/13 den Titel holen, wobei er dabei im Finale als Spieler des Spiels ausgezeichnet wurde. In der Pakistan Super League 2017/18 konnte er mit den Islamabad United den Titel gewinnen und dabei so überzeugen, dass er von den Selektoren ins Nationalteams berufen wurde. Sein Debüt in der Nationalmannschaft gab er in den Twenty20s bei der Tour gegen die West Indies im April 2018. Im Juli spielte er dann bei der Tour in Simbabwe sein erstes ODI und erzielte in der Serie sein erstes internationales Fifty über 50* Runs. Im August erhielt er einen Vertrag mit dem pakistanischen Verband. Zunächst war er nicht für den Kader der kommenden Weltmeisterschaft vorgesehen. Doch erreichte er bei der ODI-Serie in England im Sommer 2019 zwei Fifties (51 und 52 Runs), womit er sich dann doch den Platz im Kader für den Cricket World Cup 2019 sicherte. Jedoch spielte er dabei nur zwei Spiele und konnte dabei nicht überzeugen.
In der Folge spielte er in mehreren internationalen Twenty20-Ligen, wobei er vor allem auf Grund seines Power-Hittings, also der Fähigkeit schnell viele Runs zu erzielen Anklang fand. So spielte er unter anderem in der Caribbean Premier League 2020 für die Jamaica Tallawahs. So fand er dann einen Platz im Kader für den ICC Men’s T20 World Cup 2021. Dabei war seine beste Leistung 27* runs gegen Neuseeland. Beim Asia Cup 2022 fiel er vor allem damit auf, dass er beim Spiel gegen Afghanistan mit Fareed Ahmad aneinandergeriet und dafür eine Geldstrafe erhielt. Beim ICC Men’s T20 World Cup 2022 absolvierte er nur das erste Spiel gegen Indien und kam dann nicht mehr zum Einsatz.